# Oligacanthorhynchus mariemily
Oligacanthorhynchus mariemily är en hakmaskart som först beskrevs av Tadros 1969.  Oligacanthorhynchus mariemily ingår i släktet Oligacanthorhynchus och familjen Oligacanthorhynchidae. Inga underarter finns listade i Catalogue of Life.